# Agatha Award/Bester Erstlingsroman
Bester Erstlingsroman (englisch Best First (Mystery) Novel) ist eine der sechs regulären Kategorien, in denen der amerikanische Literaturpreis Agatha Award von der Malice Domestic Ltd. vergeben wird. Der Preis in dieser Kategorie wird seit 1989 jährlich verliehen; er zeichnet den besten im Vorjahr erschienenen Debütroman eines Autors aus dem Mystery-Genre, der sich an den Werken der bekannten britischen Kriminalschriftstellerin Agatha Christie (1890–1976) orientiert, aus.
Die Gewinner des Agatha Awards in der Kategorie Bester Erstlingsroman sind:
| Erscheinungsjahr | Preisträger           | Romantitel                             | Deutscher Titel                          |
| ---------------- | --------------------- | -------------------------------------- | ---------------------------------------- |
| 1988             | Elizabeth George      | A Great Deliverance                    | Gott schütze dieses Haus                 |
| 1989             | Jill Churchill        | Grime and Punishment                   | Schmutz und Sühne                        |
| 1990             | Katherine Hall Page   | The Body in the Belfry                 |                                          |
| 1991             | Mary Willis Walker    | Zero at the Bone                       | Raubtierfütterung                        |
| 1992             | Barbara Neely         | Blanche on the Lam                     | Night Girl                               |
| 1993             | Nevada Barr           | Track of the Cat                       | Die Spur der Katze                       |
| 1994             | Jeff Abbott           | Do unto Others                         |                                          |
| 1995             | Jeanne M. Dams        | The Body in the Transept               |                                          |
| 1996             | Anne George           | Murder on a Girl’s Night Out           |                                          |
| 1997             | Sujata Massey         | The Salaryman’s Wife                   | Die Tote im Badehaus                     |
| 1998             | Robin Hathaway        | The Doctor Digs a Grave                |                                          |
| 1999             | Donna Andrews         | Murder with Peacocks                   | Falscher Vogel fängt den Tod             |
| 2000             | Rosemary Stevens      | Death on a Silver Tray                 |                                          |
| 2001             | Sarah Strohmeyer      | Bubbles Unbound                        | Mord war erst der Anfang                 |
| 2002             | Julia Spencer-Fleming | In the Bleak Midwinter                 | Das weiße Kleid des Todes                |
| 2003             | Jacqueline Winspear   | Maisie Dobbs                           | Maisie Dobbs – Das Haus zur letzten Ruhe |
| 2004             | Harley Jane Kozak     | Dating Dead Men                        | Meine erste Leiche                       |
| 2005             | Laura Durham          | Better Off Wed                         |                                          |
| 2006             | Sandra Parshall       | The Heat of the Moon                   |                                          |
| 2007             | Hank Phillipi Ryan    | Prime Time                             |                                          |
| 2008             | G. M. Malliet         | Death of a Cozy Writer                 |                                          |
| 2009             | Alan Bradley          | The Sweetness at the Bottom of the Pie | Mord im Gurkenbeet                       |
| 2010             | Avery Aames           | The Long Quiche Goodbye                |                                          |
| 2011             | Sara J. Henry         | Learning to Swim                       | Ein Herzschlag bis zum Tod               |
| 2012             | Susan M. Boyer        | Lowcountry Boil                        |                                          |
| 2013             | Leslie Budewitz       | Death Al Dente                         |                                          |
| 2014             | Terrie Farley Moran   | Well Read, Then Dead                   |                                          |
| 2015             | Art Taylor            | On the Road with Del and Louise        |                                          |
| 2016             | Cynthia Kuhn          | The Semester of Our Discontent         |                                          |
| 2017             | Kellye Garrett        | Hollywood Homicide                     |                                          |
| 2018             | Dianne Freeman        | A Ladies Guide to Etiquette and Murder | Bühne frei für den Tod                   |
| 2018             | Shari Randall         | Curses, Boiled Again!                  |                                          |
| 2019             | Tara Laskowski        | One Night Gone                         |                                          |
| 2020             | Erica Ruth Neubauer   | Murder at the Mena House               | Mord im Mena House                       |
| 2021             | Mia P. Manansala      | Arsenic and Adobo                      |                                          |
| 2022             | Korina Moss           | Cheddar Off Dead                       |                                          |
| 2023             | Daphne Silver         | Crime and Parchment                    |                                          |
| 2024             | K.T. Nguyen           | You Know What You Did                  |                                          |